# Stadion Varteks
Stadion Varteks (dawniej Stadion NK Varteks) – stadion w Chorwacji, znajdujący się w mieście Varaždin.
Na tym stadionie mecze rozgrywa miejscowa drużyna NK Varaždin, a czasami także reprezentacja Chorwacji. Ostatnią renowację stadionu przeprowadzono w 2002 i od tego czasu ma on wszystkie miejsca siedzące. Stadion może pomieścić 10 800 widzów. Stadion posiada także oświetlenie o mocy 1 400 luksów.